# Uladsimir Dsjanissau
Uladsimir Michailawitsch Dsjanissau (belarussisch Уладзімір Міхайлавіч Дзянісаў, russisch Владимир Михайлович Денисов Wladimir Michailowitsch Denissow; * 29. Juni 1984 in Nawapolazk, Weißrussische SSR) ist ein belarussischer Eishockeyspieler, der seit Februar 2018 in der Liiga bei Saimaan Pallo unter Vertrag steht.

## Karriere
Uladsimir Dsjanissau begann seine Karriere als Eishockeyspieler im Nachwuchsbereich des HK Junost Minsk, für den er zu Beginn der Saison 2001/02 sein Debüt in der belarussischen Extraliga gab. Anschließend wechselte der Verteidiger zu dessen Ligarivalen HK Wizebsk, bei dem er die folgenden beiden Jahre in der Extraliga sowie der East European Hockey League verbrachte. Nach einer Spielzeit bei Chimik Nawapolazk spielte Dsjanissau von 2004 bis 2006 für den HK Keramin Minsk. In diesem Zeitraum kam er zu je einem Einsatz für Keramins Stadtnachbarn HK Junior Minsk und HK Dinamo Minsk.
Für die Saison 2006/07 wechselte Dsjanissau zum HK Lada Toljatti aus der russischen Superliga. Es folgten zwei Jahre bei den Lake Erie Monsters und dem Hartford Wolf Pack in der American Hockey League sowie den Johnstown Chiefs in der ECHL. Zur Saison 2009/10 kehrte er in seine belarussische Heimat zurück, wo er von seinem Ex-Club HK Dinamo Minsk aus der Kontinentalen Hockey-Liga verpflichtet wurde.  Nach Ablauf der Saison erhielt er keinen neuen Vertrag, so dass er zunächst vereinslos war. Im September 2010 wurde er vom HC Ambrì-Piotta aus der National League A aufgrund von mehreren Verletzten im Team verpflichtet. Ein Jahr später kehrte er zu Dinamo Minsk zurück.
Im Sommer 2013 nahm Dsjanissau zunächst am Trainingslager von Salawat Julajew Ufa teil, konnte sich aber nicht für einen Vertrag empfehlen und wechselte kurz nach Saisonbeginn zu Torpedo Nischni Nowgorod. Ein Jahr später wechselte er innerhalb der KHL zu Ak Bars Kasan. Anschließend spielte er zwei Jahre für den HK Traktor Tscheljabinsk und in der Saison 2017/18 erneut für Dinamo Minsk. Im Februar 2018 wechselte er in die finnische Liiga zu Saimaan Pallo.

### International
Für Belarus nahm Dsjanissau im Juniorenbereich an der U18-Junioren-B-Weltmeisterschaft 2001, der U18-Junioren-Weltmeisterschaft 2002 sowie der U20-Junioren-B-Weltmeisterschaft 2004 und der U20-Junioren-Weltmeisterschaft 2003 teil. Im Seniorenbereich stand er im Aufgebot seines Landes bei den Weltmeisterschaften 2006, 2007, 2008, 2009, 2010 und 2011 sowie den Olympischen Winterspielen 2010 in Vancouver.

## Erfolge und Auszeichnungen
- 2001 Aufstieg in die Top Division bei der U18-Junioren-Weltmeisterschaft der Division I
- 2004 Aufstieg in die Top Division bei der U20-Junioren-Weltmeisterschaft der Division I

## Statistik
(Stand: Ende der Saison 2010/11)